# رئيس جمهورية الصين
رئيس جمهورية الصين أو رئيس تايوان هو رئيس دولة جمهورية الصين والمعروفة بتايوان، وكذلك القائد العام للقوات المسلحة لجمهورية الصين. كان لذو المنصب سلطة الحكم على لبر الصين الرئيسي قبل عام 1949، ولكن بعد انتصار الشيوعيين في الحرب الأهلية الصينية اقتصرت الولايات القضائية لجمهورية الصين على تايوان وبسكادورز وكنمن وماتسو والجزر الأصغر.
كان ينتخب الرئيس في الأصل الجمعية الوطنية، وكان من المفترض أن يكون المنصب شرفيًا بدون سلطة تنفيذية حقيقية لأن جمهورية الصين كان من المتصور في الأصل أنها جمهورية برلمانية. لكن منذ انتخابات عام 1996 أصبح ينتخب الرئيس مباشرة عن طريق التصويت التعددي لمدة أربع سنوات مع اقتصار شاغلي المناصب على خدمة فترتين. الرئيس الحالي هو لاي تشينغ تي من الحزب الديمقراطي التقدمي.

## الانتخابات
|  |  |

| الترتيب | الانتخابات                           | شكل الانتخابات                                                                                    |
| ------- | ------------------------------------ | ------------------------------------------------------------------------------------------------- |
| 1       | الانتخابات الرئاسية الصينية 1948     | انتخابات غير مباشرة عن طريق الجمعية الوطنية الأولى ‏ (المندوبون المنتخبون في عام 1947)             |
| 2       | انتخابات الرئاسة التايوانية 1954 ‏    | انتخابات غير مباشرة عن طريق الجمعية الوطنية الأولى ‏ (المندوبون المنتخبون في عام 1947)             |
| 3       | انتخابات الرئاسة التايوانية 1960 ‏    | انتخابات غير مباشرة عن طريق الجمعية الوطنية الأولى ‏ (المندوبون المنتخبون في عام 1947)             |
| 4       | انتخابات الرئاسة التايوانية 1966 ‏    | انتخابات غير مباشرة عن طريق الجمعية الوطنية الأولى ‏ (المندوبون المنتخبون في عام 1947)             |
| 5       | انتخابات الرئاسة التايوانية 1972 ‏    | انتخابات غير مباشرة عن طريق الجمعية الوطنية الأولى ‏ (المندوبون المنتخبون في عام 1947 و1969)       |
| 6       | انتخابات الرئاسة التايوانية 1978 ‏    | انتخابات غير مباشرة عن طريق الجمعية الوطنية الأولى ‏ (المندوبون المنتخبون في عام 1947 و1969 و1972) |
| 7       | انتخابات الرئاسة التايوانية 1984 ‏    | انتخابات غير مباشرة عن طريق الجمعية الوطنية الأولى ‏ (المندوبون المنتخبون في عام 1947 و1969 و1980) |
| 8       | انتخابات الرئاسة التايوانية 1990 ‏    | انتخابات غير مباشرة عن طريق الجمعية الوطنية الأولى ‏ (المندوبون المنتخبون في عام 1947 و1969 و1986) |
| 9       | انتخابات الرئاسة التايوانية 1996 ‏    | الانتخاب المباشر للشعب التايواني (مواطنو المنطقة الحرة)                                           |
| 10      | 2000 Taiwanese presidential election | الانتخاب المباشر للشعب التايواني (مواطنو المنطقة الحرة)                                           |
| 11      | 2004 Taiwanese presidential election | الانتخاب المباشر للشعب التايواني (مواطنو المنطقة الحرة)                                           |
| 12      | 2008 Taiwanese presidential election | الانتخاب المباشر للشعب التايواني (مواطنو المنطقة الحرة)                                           |
| 13      | 2012 Taiwanese presidential election | الانتخاب المباشر للشعب التايواني (مواطنو المنطقة الحرة)                                           |
| 14      | الانتخابات الرئاسية التايوانية 2016 ‏ | الانتخاب المباشر للشعب التايواني (مواطنو المنطقة الحرة)                                           |
| 15      | الانتخابات الرئاسية التايوانية 2020  | الانتخاب المباشر للشعب التايواني (مواطنو المنطقة الحرة)                                           |
| 16      | الانتخابات الرئاسية التايوانية 2024  | الانتخاب المباشر للشعب التايواني (مواطنو المنطقة الحرة)                                           |

## الرؤساء

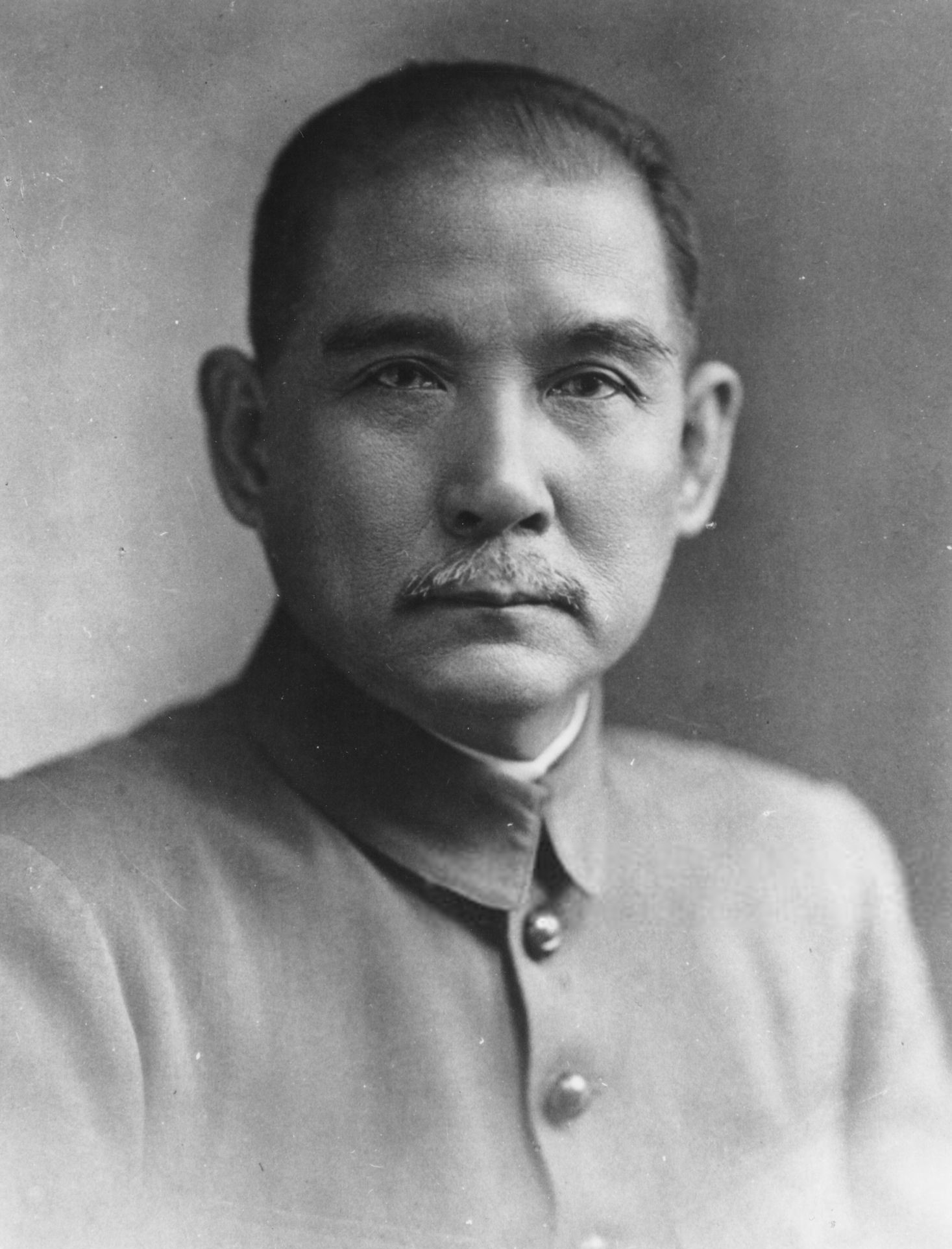
سون يات سين الرئيس الأول المؤقت (فترة الخدمة: 1912)
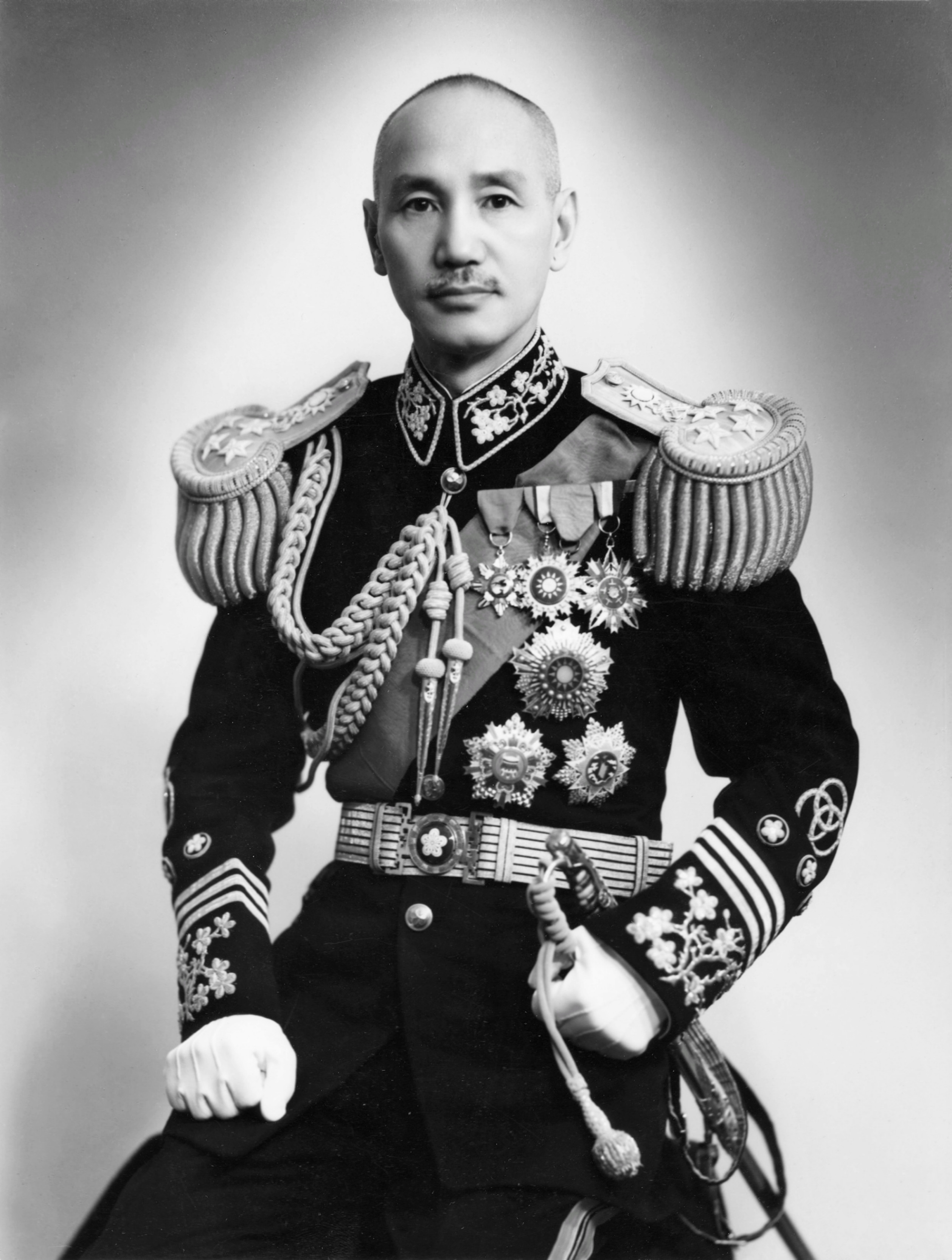
1: شيانج كاي شيك (فترة الخدمة: 1948–1975)
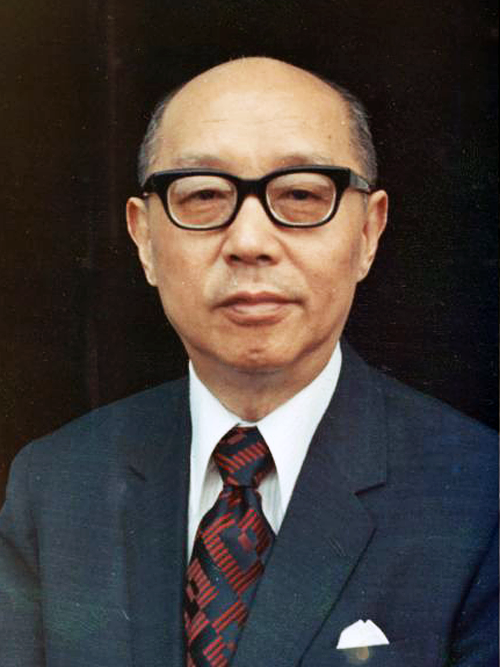
2: ين شيا-كان (فترة الخدمة: 1975–1978)
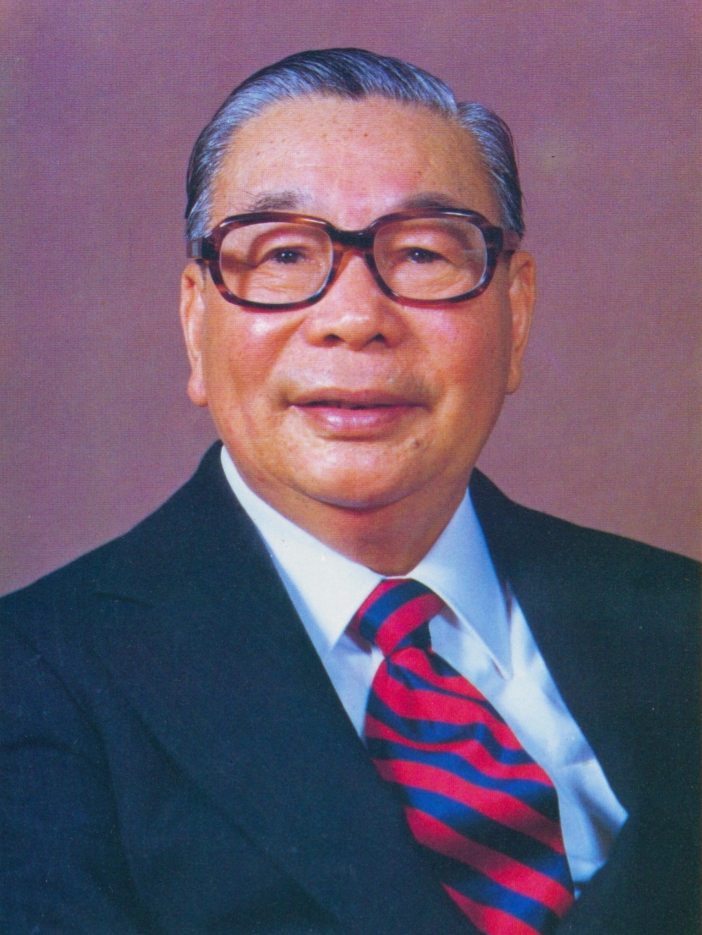
3: تشيانغ تشينغ كو (فترة الخدمة: 1978–1988)
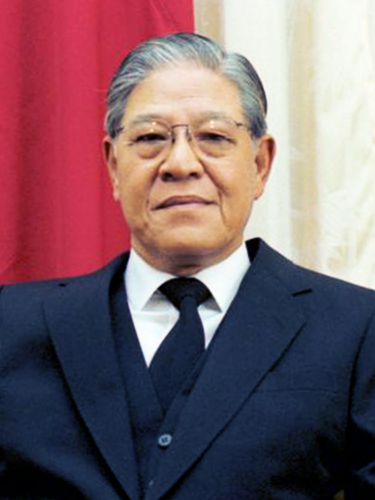
4: لي تنغ هوي (فترة الخدمة: 1988–2000)
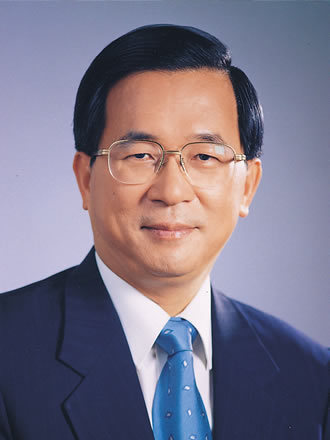
5: تشن شوي بيان (فترة الخدمة: 2000–2008)
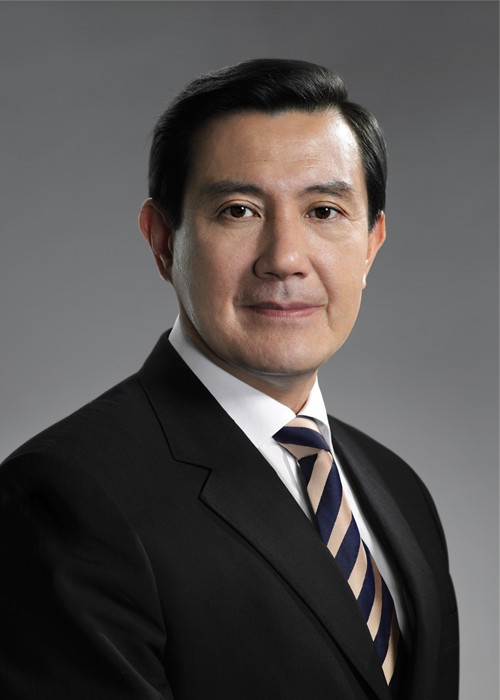
6: ما يينغ جيو (فترة الخدمة: 2008–2016)
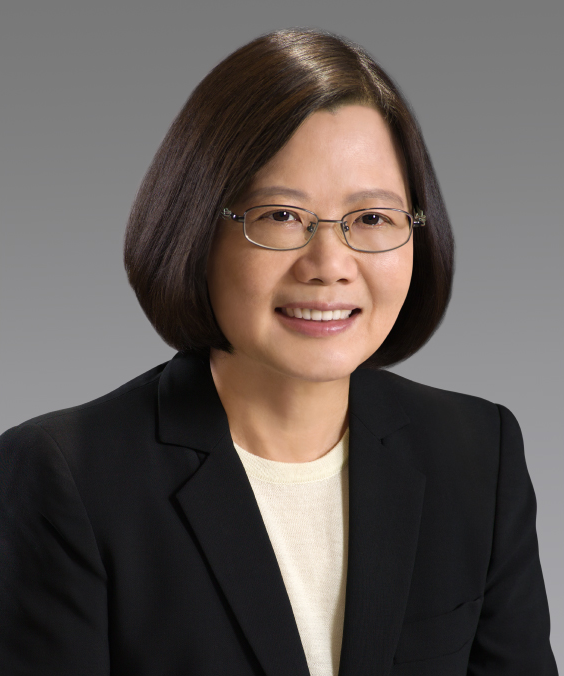
7: تساي إنغ ون (فترة الخدمة: 2016–2024)
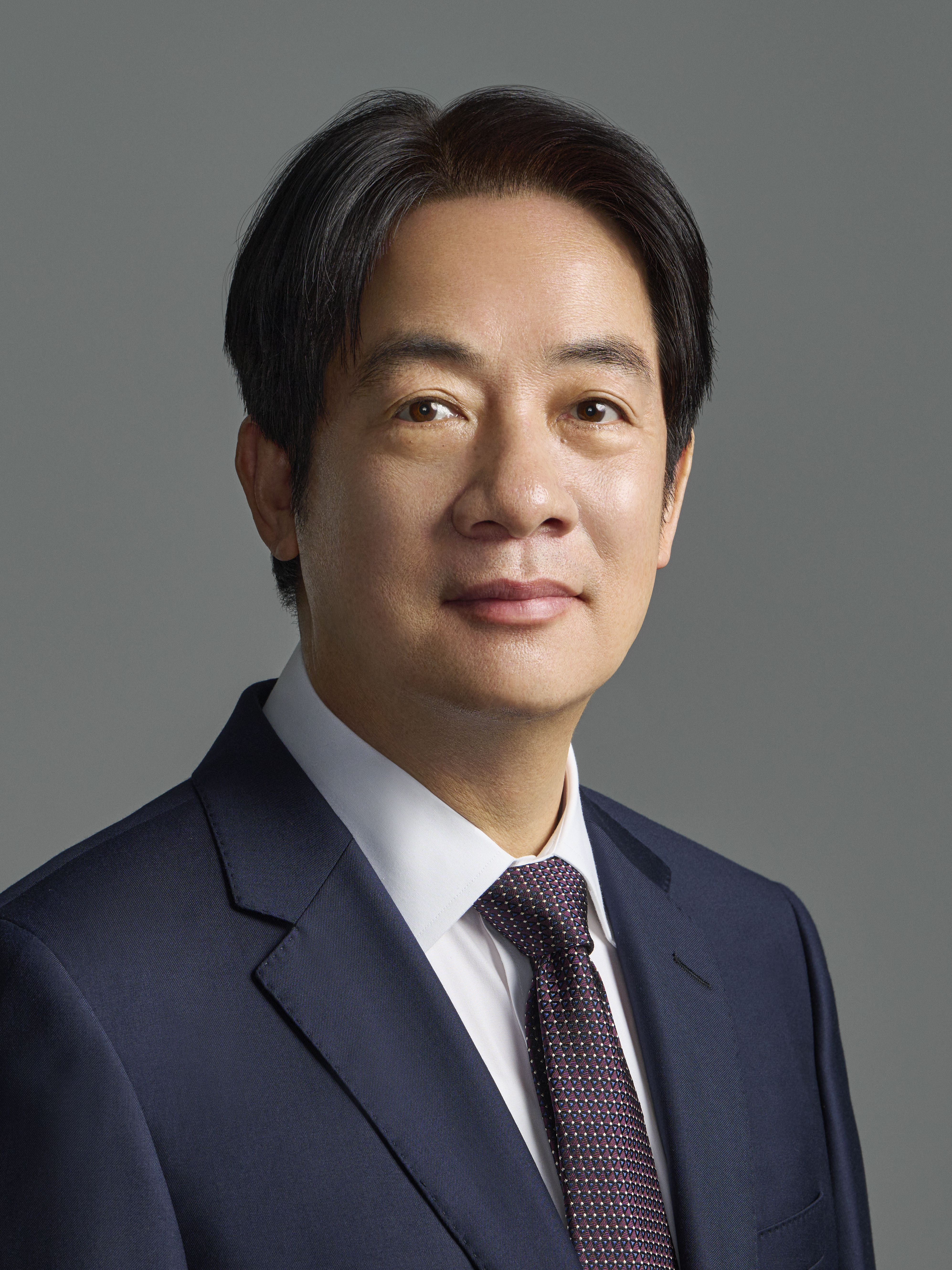
8: لاي تشينغ دي (فترة الخدمة: 2024–الآن)

## وصلات خارجية
- الموقع الرسمي